# Vriesea farneyi
Vriesea farneyi là một loài thực vật có hoa trong họ Bromeliaceae. Loài này được Martinelli & And.Costa miêu tả khoa học đầu tiên năm 1990.